# 沖縄県立翔南高等学校
沖縄県立翔南高等学校（おきなわけんりつしょうなんこうとうがっこう）は、かつて沖縄県宮古島市にあった県立高等学校。
2008年（平成20年）4月に本校と沖縄県立宮古農林高等学校とを統合した沖縄県立宮古総合実業高等学校が発足。在校生が卒業した2010年（平成22年）3月をもって閉校した。

## 沿革
- 1946年（昭和21年）4月1日 - 宮古群島政府立宮古中学校に海洋科を併設[1]。
- 1947年（昭和22年）4月1日 - 宮古群島政府立宮古高等学校海洋部となる[1]。
- 1948年（昭和23年）7月31日 - 学制改革に伴い宮古群島政府立宮古水産高等学校として独立[1]。
- 1952年（昭和27年）4月1日 - 琉球政府に移管され、琉球政府立宮古水産高等学校となる[1]。
- 1972年（昭和47年）5月15日 - 本土復帰に伴い沖縄県立宮古水産高等学校に改称[1]。
- 1992年（平成4年）4月1日 - 沖縄県立宮古高等学校より商業科が移設されるとともに[2]、校名を翔南高等学校に改称[1]。
- 2008年（平成20年）4月1日 - 宮古農林高等学校と統合され宮古総合実業高校が発足[1]。
- 2010年（平成22年）3月2日 - 閉校式[3]。

## 学科
全日制
- 海洋科学科
- 食品科学科
- 商業科

## 出身著名人
- 友利勝良（プロゴルファー）
- 川満寿史（バスケットボール選手）